# Real Centro Universitario María Cristina de El Escorial
El Real Centro Universitario María Cristina de El Escorial (RCUMCE) es un centro universitario privado ubicado en San Lorenzo de El Escorial (Comunidad de Madrid) y adscrito desde 2024 a la Universidad CEU San Pablo. Anteriormente, desde 1944 hasta 2024, fue un centro adscrito a la Universidad Complutense de Madrid.

## Historia
Fue fundado en 1892 por la reina regente María Cristina de Habsburgo-Lorena con el nombre de "Real Colegio Universitario María Cristina", y la gobernanza de la institución se otorgó a la Orden de San Agustín, de carácter católico.
Entre sus primeros alumnos figura el político, escritor y periodista Manuel Azaña, que posteriormente fue presidente del Consejo de Ministros (1931-1933) y presidente de la Segunda República (1936-1939), y que realizó sus estudios superiores de Derecho como interno. En aquel momento el colegio carecía de la facultad de expedir títulos de licenciatura, y los alumnos debían examinarse por libre en otras universidades para obtener su título. Otro de aquellos primeros alumnos fue el político y banquero Manuel de Argüelles, estudiante de bachillerato y de Derecho, y que se convertiría en ministro de Hacienda y de ministro de Fomento durante el reinado de Alfonso XIII, y vicepresidente del Banco Español de Crédito.
En 1944 los estudios de educación superior del centro son reconocidos oficialmente, siendo adscritos a la Universidad de Madrid (posteriormente denominada Universidad Complutense de Madrid).
En 1971 el centro se transforma en el "Real Colegio Universitario María Cristina", acogiéndose a la figura de "colegio universitario adscrito" que había establecido el Decreto 1845/1969. En aquellas fechas se había producido la reestructuración de la Universidad de Madrid, que pasó a denominarse Universidad Complutense de Madrid, escindiéndose la Universidad Politécnica de Madrid. Por esta razón, desde esa fecha el Real Centro Universitario María Cristina de El Escorial figuró como colegio universitario adscrito a la Universidad Complutense de Madrid.
El Real Centro Universitario María Cristina de El Escorial forma parte del complejo arquitectónico del Monasterio de El Escorial. Actualmente imparte enseñanzas de Derecho, Administración y Dirección de Empresas, Teología y Quiropráctica y dispone de un colegio mayor con 111 plazas, también oferta estudios en el ámbito de la medicina integrativa bajo el programa Philippus que está especializado en el ámbito de la sanidad integrativa (terapias convencionales + terapias naturales), y en él colaboran las más prestigiosas instituciones y profesionales, para su docencia y aplicación.